# 艾德里安·梅嫩德斯-馬塞拉斯
艾德里安·梅嫩德斯-馬塞拉斯（Adrián Menéndez-Maceiras，1985年10月28日—）是一位西班牙職業網球運動員。2015年6月8日，他創下自己在ATP的最高排名，為第111位。
2017年美國網球公開賽，梅嫩德斯-馬塞拉斯進入第二輪，創下在大滿貫賽的最佳成績。

## 外部連結
- 艾德里安·梅嫩德斯-馬塞拉斯（英文/西班牙文）的官方資料
- 艾德里安·梅嫩德斯-馬塞拉斯的國際網球總會 職業／青少年 官方資料（英文）
- 艾德里安·梅嫩德斯-馬塞拉斯的官方資料（英文）